# Municipio de Pepin
El municipio de Pepin (en inglés: Pepin Township) es un municipio ubicado en el condado de Wabasha en el estado estadounidense de Minnesota. En el año 2010 tenía una población de 378 habitantes y una densidad poblacional de 6,77 personas por km².

## Geografía
El municipio de Pepin se encuentra ubicado en las coordenadas 44°23′58″N 92°7′28″O / 44.39944, -92.12444. Según la Oficina del Censo de los Estados Unidos, el municipio tiene una superficie total de 55.86 km², de la cual 45,32 km² corresponden a tierra firme y (18,86 %) 10,53 km² es agua.

## Demografía
Según el censo de 2010, había 378 personas residiendo en el municipio de Pepin. La densidad de población era de 6,77 hab./km². De los 378 habitantes, el municipio de Pepin estaba compuesto por el 98,15 % blancos, el 0,53 % eran amerindios, el 0,79 % eran asiáticos y el 0,53 % eran de una mezcla de razas. Del total de la población el 0,53 % eran hispanos o latinos de cualquier raza.